# 桃花台ニュータウン
桃花台ニュータウン（とうかだいニュータウン）は、愛知県小牧市にある住宅を主とする市街地である。

## 概要

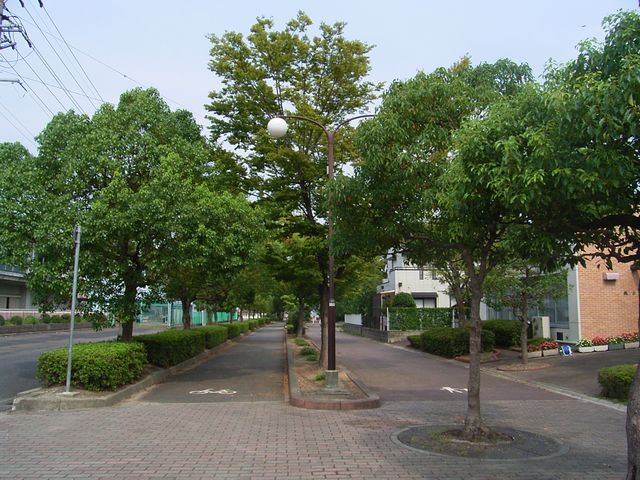
2005年9月撮影。桃花台ニュータウン内には、写真のように車道と完全に区別された「緑道（りょくどう）」と名付けられた歩道が縦横に張り巡らされている。場所は小牧市桃ヶ丘1丁目の桃ヶ丘会館前。

桃花台ニュータウンは、愛知県小牧市東部の篠岡地区の中心にあり、名古屋市の北北東に位置する丘陵地にあるニュータウンである。名古屋圏の住宅需要に対処するために、愛知県が主体となって整備された。名古屋市のベッドタウンの一つとして造成され、住民の多くが名古屋市または地元の小牧市、春日井市に通勤している。大きさは東西南北約2 km。大きく分けて、5つの地域（古雅、篠岡、城山、桃ヶ丘、光ヶ丘）で構成されている。

## 環境
ニュータウン内は起伏に富んでいて坂が多く、車道と完全に区別された「緑道（りょくどう）」と名付けられた歩道が縦横に張り巡らされている。「歩道と車道を分ける」という観点で街作りが行われた事と、起伏に富んでいる土地柄から、歩道橋や車道橋などの橋が多い。ニュータウン内の道路・公園・運動施設などの管理・運営は一般財団法人桃花台センターが行っている。特定の時間（夕方以降や日曜・祝日など）や特定の場所（商業施設や公園）を除いて、人通りは極めて少ない。街灯の数も少ない。複数の医療機関（診療所）がまとまってある場所がいくつかあり、複数の店舗がまとまってある場所（および施設）が4つある。また、コンビニエンスストアは2店舗ある。そして各地域ごとに、大小合わせて30箇所の公園がある。

## 沿革

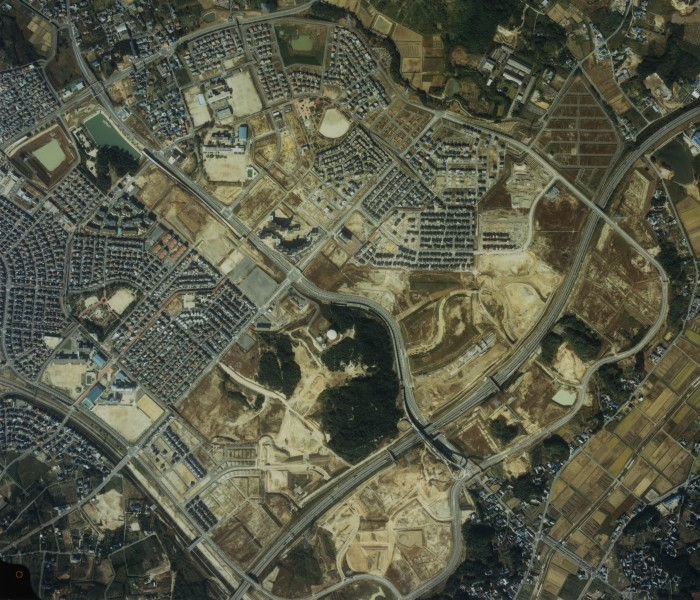
造成中の桃花台ニュータウン（1987年）

### 事業計画概要
建設計画が発表されたのは1968年8月。名古屋市の北北東約16 kmにある、主に桃畑や雑木林・原野などが広がっていた東西約2 km、南北約2 kmの範囲の丘陵地を開発して建設することとなった。
最初の都市計画が発表されたのは1971年5月。計画人口が54,000人、開発区域が約322 ha（3,220,000 m2）。事業期間は1972年5月1日から1979年3月31日とされた。しかし、オイルショックの影響を受けて1978年4月には都市計画が変更。計画人口が47,000人に減らされ、事業期間も1986年3月31日まで延長された。
この後何度も事業計画は見直され、事業期間も延期される事となる。1980年7月には、桃花台新交通桃花台線の車両基地などの追加に伴い一部変更。1983年10月には計画人口が40,000人へと減らされる。1986年1月には桃花台線の竣工期限延長に伴い、事業期間が1991年3月31日まで延長。更に1990年12月には1996年3月31日に、1996年には1999年3月31日へと延長される。
なお、1998年8月には開発地域が321.5 ha（3,215,000 m2）へと縮小されている。

### 年表
※ニュータウンで問題となっている地盤沈下と土壌汚染に関する事項は、別途下記の年表にまとめてある。
→年表（地盤沈下と土壌汚染）
- 1955年1月1日 - 後に桃花台ニュータウンとなる地域である東春日井郡篠岡村が小牧町・味岡村と合併し小牧市が誕生する。
- 1968年8月21日 - 愛知県が建設計画を発表。
- 1970年11月 - 第1次用地買収調印。
- 1971年5月 - 都市計画策定（計画人口54,000人、開発区域約322ha、事業期間：1972年5月1日〜1979年3月31日）。
- 1972年4月27日 - 都市計画事業の認可が下りる。
- 1973年4月 - 小牧市土地開発公社設立。
  - 5月 - 用地造成開始。古代尾北窯の一つである篠岡古窯跡群が発見される。
  - 6月 - 起工式
- 1976年4月2日 - 桃ヶ丘小学校開校
- 1978年4月 - 都市計画変更（計画人口が47,000人に削減、事業期間が1986年3月31日まで延長）。
  - 12月26日 - 都市計画変更の認可が下りる。
- 1979年10月 - 宅地分譲開始。
  - 12月3日 -  愛知県と小牧市と名鉄などが出資して、桃花台新交通株式会社設立。
- 1980年4月 - 桃花台西公園完成
  - 7月 - 都市計画変更（桃花台線の車両基地などが追加）。
  - 8月 - 入居開始。
  - 8月1日 - 桃花台線の代行バスとして、小牧駅-桃花台間のバスが運行開始。
  - 12月 - 都市計画変更の認可が下りる。
- 1981年2月1日 - 入居者数約1,000人
  - 4月4日 - 古雅保育園開園
  - 11月 - 商業施設「エステ」開業
- 1982年4月5日 - 桃陵中学校開校
  - 10月 - 小牧市消防本部東支署開設
- 1983年10月 - 都市計画変更（計画人口が40,000人に削減）。
  - 12月 - 小牧-桃花台間のバスが、岩倉駅まで延伸。
- 1984年4月 - 都市計画変更の認可が下りる
- 1985年1月 - 入居者数約5,000人
  - 4月 - 桃ヶ丘会館オープン
- 1986年 - テレビ中継放送所開局
  - 1月 - 桃花台線の竣工期限延長に伴い、都市計画変更（事業期間が1991年3月31日まで延長）。
  - 2月 - 都市計画変更の認可が下りる
  - 4月 - 篠岡会館オープン
- 1987年1月 - 小牧市消防本部東支署新庁舎完成
  - 7月 - 第1回桃花台まつり開催
- 1988年 - 光ヶ丘小学校開校。ひまわり幼稚園開園。
  - 4月 - 入居者数約10,000人。光ヶ丘会館オープン。
- 1989年7月 - 財団法人桃花台センター設立
  - 9月9日 - 東部市民センター完成。
- 1990年 - 都市計画変更（事業期間が1996年3月31日まで延長）。
  - 4月 - 入居者数約15,000人。篠岡児童館オープン。
  - 4月3日 - 大城小学校・光ヶ丘中学校開校
  - 12月 - 都市計画変更の認可が下りる。都市計画変更（事業期間が1996年3月31日まで延長）。
- 1991年3月24日 - 桃花台線の代行バス営業終了
  - 3月25日 - 桃花台線開業[2]。
  - 4月2日 - 大城保育園開園
  - 4月12日 - 商業施設「ピアーレ（アピタ桃花台店）」開業。
  - 4月20日〜5月6日 - 「小牧・桃花台アーバンフェア91」開催。弥勒山から望む桃花台ニュータウン（中央にスカイステージ33）と小牧山
  - 7月 - スカイステージ33完成。

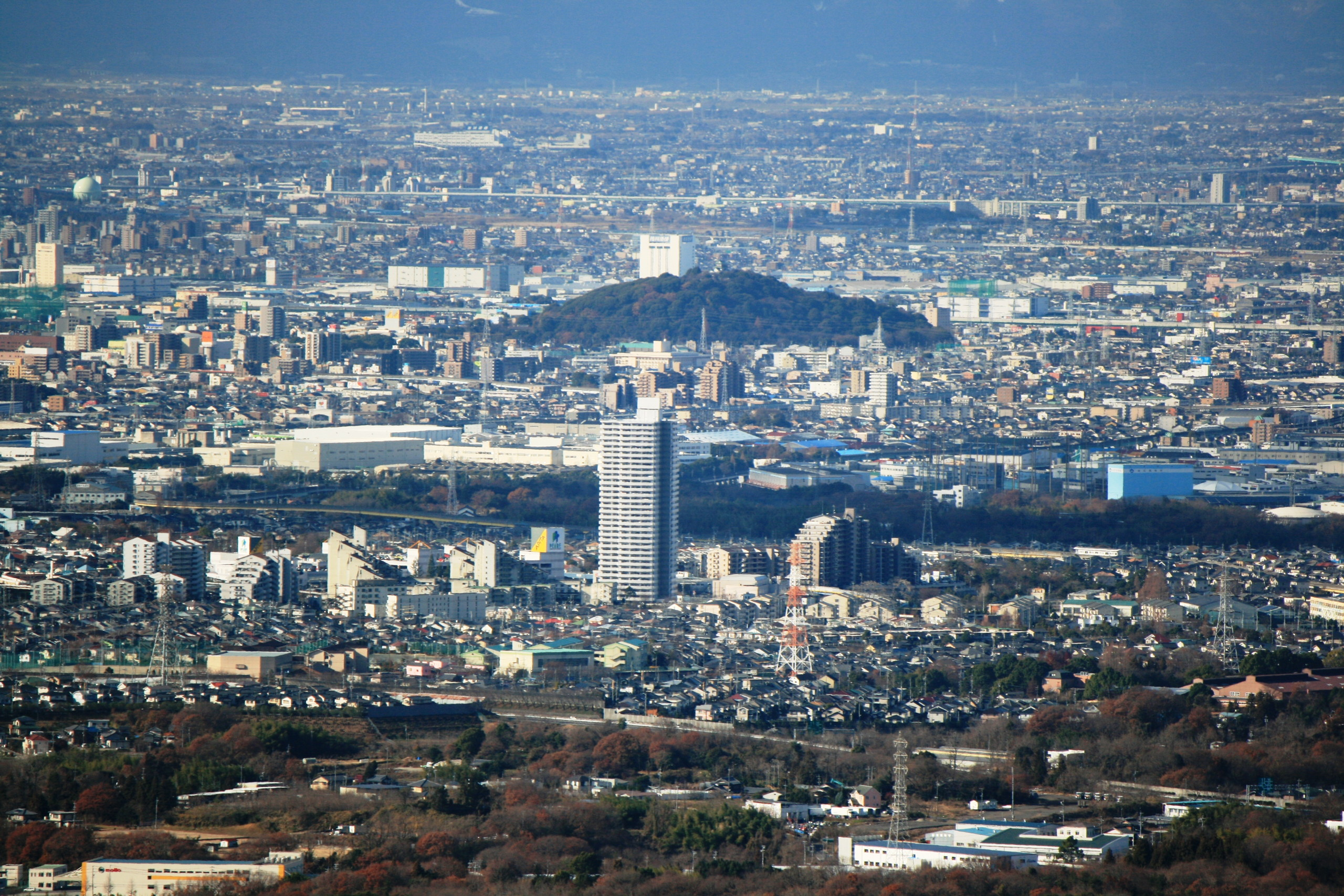
弥勒山から望む桃花台ニュータウン（中央にスカイステージ33）と小牧山

- 1992年4月 - 桃花台中央公園完成。旭ヶ丘第二幼稚園開園。
  - 6月 - 名鉄バスが高蔵寺駅行きバスの運行開始。
- 1993年1月1日 - 入居者数約20,000人。
  - 4月 - 城山会館オープン。
- 1994年 - 篠岡保育園開園。
- 1996年 - 都市計画変更（事業期間が1999年3月31日まで延長）。
- 1997年4月1日 - 桃花台線の運賃が値上げ。
- 1998年1月1日 - 入居者数約25,000人
  - 4月1日 - こまき巡回バスの運行開始。
  - 8月 - 都市計画変更（開発地域が321.5haへと縮小）。
- 1999年3月 - ニュータウン事業完了。
- 2000年 - 商業施設「ピエスタ」開業。
- 2002年4月 - 住民の手によるJR春日井駅行きの会員制バス運行開始。
  - 5月11日 - 桃花台中央公園野外ステージ完成。記念式典が行われる。
  - 10月 - JR春日井駅行きの会員制バスがあおい交通に完全委託。路線バス（桃花台バス）として運行開始。
- 2003年3月 - ミゴン運行開始
  - 3月27日 - 桃花台線、運賃の値下げを実施。
- 2005年2月 - 名鉄バスが中部国際空港行き高速バスの運行開始。
  - 10月1日 - 名鉄バスの中部国際空港行き高速バスが廃止。名鉄バスが小牧駅経由名鉄バスセンター行きの高速バス（名称「桃花台線」）の運行開始。
- 2006年1月14日 - 東部市民センターで桃花台線に関する住民説明会開催。愛知県側がニュータウン整備費用の流用を認める。また「将来的に街の人口が3万人程度に留まるか、現在よりも減る可能性がある」との試算も公開。
- 2006年2月 - 都市再生機構（旧住宅・都市整備公団）がボーリング調査を開始。
  - 2月1日 - 平和コーポレーションが県営名古屋空港行きの高速バスの運行開始。
  - 3月28日 - 愛知県と小牧市が桃花台線の存続支援断念を発表（廃止決定）。
  - 7月1日 - 篠岡児童館内に「篠岡子育て支援センター」が開設。
  - 9月19日 - 桃花台線の代替バス（ピーチバス）運行開始。
  - 9月30日 - 桃花台線の最終営業日。桃花台東駅で記念式典。
  - 10月1日 - 桃花台線廃止。名鉄バスがJR春日井駅行きの路線バス（春日井・桃花台線）運行開始。旧桃花台東駅前で、記念式典。
  - 10月2日 - ピーチミゴン運行開始
- 2007年3月1日 - ボンセジュール小牧オープン。
  - 8月9日 - 国道155号のニュータウン南部〜大草間が開通。
- 2008年4月17日 - 古雅地区に建設中の「エコーガーデン桃花台」が、県警指定の「防犯団地」に[3]。
- 2009年4月1日 - 大城児童館オープン[4]。

## 人口
2010年1月1日現在で、9,128世帯26,459人（男：12,964人、女：13,495人）が暮らしている。小牧市内でも特に外国（主にブラジル）からの移住者が多く住んでおり、人口の約6%、約1600人が暮らしている。
下記の表は、桃花台ニュータウンの人口と世帯数の推移を示したものである。なお、各年の数字は、その年の1月1日時点のものである（※1999年のみ、10月1日時点）。
| 年                          | 人口   | 世帯数 | 特記事項                       |
| --------------------------- | ------ | ------ | ------------------------------ |
| 1980年（昭和55年）          | 0      | 0      | 入居開始（8月-）               |
| 1981年（昭和56年）          | 946    | 277    |                                |
| 1982年（昭和57年）          | 2,239  | 608    |                                |
| 1983年（昭和58年）          | 3,574  | 986    |                                |
| 1984年（昭和59年）          | 4,281  | 1,171  |                                |
| 1985年（昭和60年）          | 5,033  | 1,360  |                                |
| 1986年（昭和61年）          | 5,833  | 1,570  |                                |
| 1987年（昭和62年）          | 7,007  | 1,927  | 第1回桃花台まつり開催          |
| 1988年（昭和63年）          | 9,201  | 2,487  |                                |
| 1989年（昭和64年/平成元年） | 11,613 | 3,202  | 財団法人桃花台センター設立     |
| 1990年（平成2年）           | 14,106 | 3,912  | 東部市民センター完成           |
| 1991年（平成3年）           | 16,236 | 4,510  | 桃花台線運行開始、ピアーレ開業 |
| 1992年（平成4年）           | 19,260 | 5,486  |                                |
| 1993年（平成5年）           | 20,725 | 5,944  |                                |
| 1994年（平成6年）           | 21,720 | 6,276  |                                |
| 1995年（平成7年）           | 23,070 | 6,732  |                                |
| 1996年（平成8年）           | 24,097 | 7,070  |                                |
| 1997年（平成9年）           | 24,866 | 7,352  |                                |
| 1998年（平成10年）          | 25,885 | 7,764  |                                |
| 1999年（平成11年）          | 27,017 | 8,232  | ※10月1日時点                   |
| 2000年（平成12年）          | 27,016 | 8,225  | ピエスタ開業                   |
| 2001年（平成13年）          | 27,493 | 8,408  |                                |
| 2002年（平成14年）          | 27,753 | 8,564  |                                |
| 2003年（平成15年）          | 27,943 | 8,717  |                                |
| 2004年（平成16年）          | 27,784 | 8,750  |                                |
| 2005年（平成17年）          | 28,041 | 8,973  |                                |
| 2006年（平成18年）          | 27,379 | 8,993  | 桃花台線廃止                   |
| 2007年（平成19年）          | 27,781 | 9,017  | ボンセジュール小牧オープン     |
| 2008年（平成20年）          | 27,083 | 9,036  |                                |
| 2009年（平成21年）          | 26,846 | 9,079  |                                |
| 2010年（平成22年）          | 26,459 | 9,128  |                                |
| 2011年（平成23年）          | 26,128 | 9,125  |                                |
| 2012年（平成24年）          | 25,654 | 9,085  |                                |
| 2013年（平成25年）          | 25,231 | 9,086  |                                |
| 2014年（平成26年）          | 24,729 | 9,084  |                                |
| 2015年（平成27年）          | 24,257 | 9,077  |                                |
| 2016年（平成28年）          | 23,849 | 9,067  |                                |
| 2017年（平成29年）          | 23,497 | 9,087  |                                |
| 2018年（平成30年）          | 23,041 | 9,088  |                                |
| 2019年（平成31年/令和元年） | 22,604 | 9,107  |                                |

※参考資料：
- 小牧市役所＞人口世帯表
- 「桃花台 まちの記録」桃花台事業記念誌作成検討委員会・愛知県（他）編（1998年）
- 「小牧市統計年鑑（平成12年版）」（小牧市役所、1999年）

## 交通
桃花台ニュータウンは鉄道空白地帯である。そのため自家用車やバスの利用が欠かせない地域となっている。名古屋都心へ鉄道で行く場合、春日井市のJR中央線春日井駅、高蔵寺駅が主に利用されているため、それらへ向かう路線バスが発達している。

### 高速バス
名古屋中心部方面行き
- 名古屋・桃花台線 - 桃花台ニュータウンから小牧駅を経由して栄・名鉄バスセンターへと到る高速バス。小牧市内のみの利用が試験的に可能になっている。運行会社は、名鉄バス。
- 都市間高速バス多治見線 - 多治見市から中央道にある桃花台（または中央道桃花台）停留所を経由して栄・名鉄バスセンターへと到る高速バス。運行会社は、名鉄バスと東濃鉄道。
- 都市間高速バス可児市役所線 - 可児市役所から多治見市北部と中央道にある桃花台（または中央道桃花台）停留所を経由して栄・名鉄バスセンターへと到る高速バス。運行会社は東濃鉄道。
- 都市間高速バス西可児線 - 可児市から中央道にある桃花台（または中央道桃花台）停留所を経由して栄・名鉄バスセンターへと到る高速バス。一部はリトルワールドを経由する便もある。運行会社は、名鉄バスと東濃鉄道。
- 中央道高速バス飯田線・伊那線 - 長野県の飯田市及び伊那市・箕輪町から中央道にある桃花台（または中央道桃花台）停留所を経由して名鉄バスセンターへと到る高速バス（一部は栄にも停車）。座席指定制であるが空席がある場合に限り利用できる。運行会社は、名鉄バスと信南交通（飯田線・伊那線）、伊那バス（伊那線）。

中央自動車道の桃花台（または中央道桃花台）停留所には、新宿駅行きなどの長距離バスも停車するが、上記飯田線・伊那線を除き名古屋市内～桃花台の区間利用はできない。

### 路線バス
春日井方面
- 桃花台バス - 桃花台ニュータウンとJR春日井駅を結ぶ路線バス。桃花台ニュータウン住民の手によって、運行が始められる（後述）。運行ルートは、時間帯によって異なる。運営会社は、あおい交通。
- 高蔵寺・桃花台線 - 桃花台ニュータウンと高蔵寺駅を結ぶ路線バス。桃花台線の第2期路線（桃花台〜高蔵寺駅間）の代替路線として、運行が開始される。2つのルートがある。運営会社は、名鉄バス。
- 春日井・桃花台線 - 桃花台ニュータウンとJR春日井駅を結ぶ路線バス。運営会社は、名鉄バス。

小牧方面

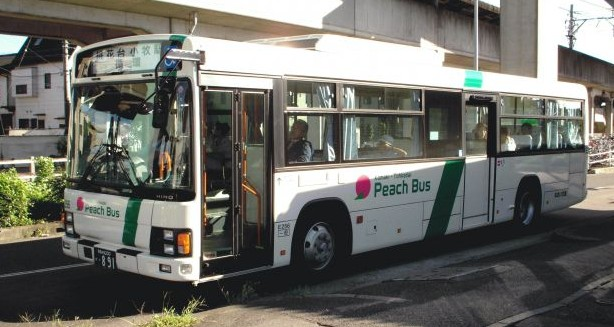
ピーチバスの車両。このピーチバスを含めて、ニュータウンを基点とした複数のバス路線や、ニュータウン内を経由する高速バスなど、多数の路線バスが運行されている。

ピーチバス - 桃花台ニュータウンと小牧駅・小牧市役所前までを結ぶ路線バス。桃花台線の代替バスとして、運行される。平日朝とそれ以外の時間帯では、運行ルートが異なる。運営会社は、あおい交通。
その他
こまき巡回バス - 小牧市が運行をあおい交通に委託しているコミュニティバス。ピーチバスとの相互利用に関しては、割り引きがある。

### その他の交通機関
ミゴン - あおい交通が運営する乗合タクシー。桃花台センター駅前に乗り場がある。送迎する地域を、桃花台ニュータウン内とその周辺地域に限定している。2017年廃止。

### 道路

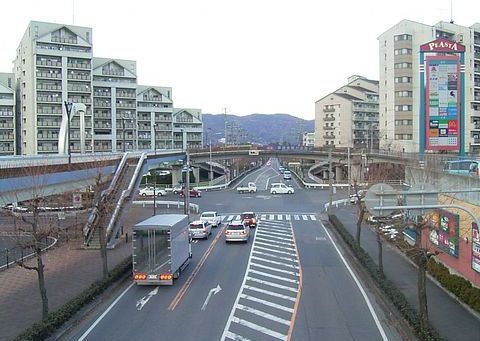
2005年12月に撮影。ニュータウン中央部にある桃花台センター交差点。写真中央部を横切る道路は、県道195号線。縦に伸びる道路のうち、交差点手前（写真下部）は幹線3号線、交差点奥（写真中央部）は幹線6号線。

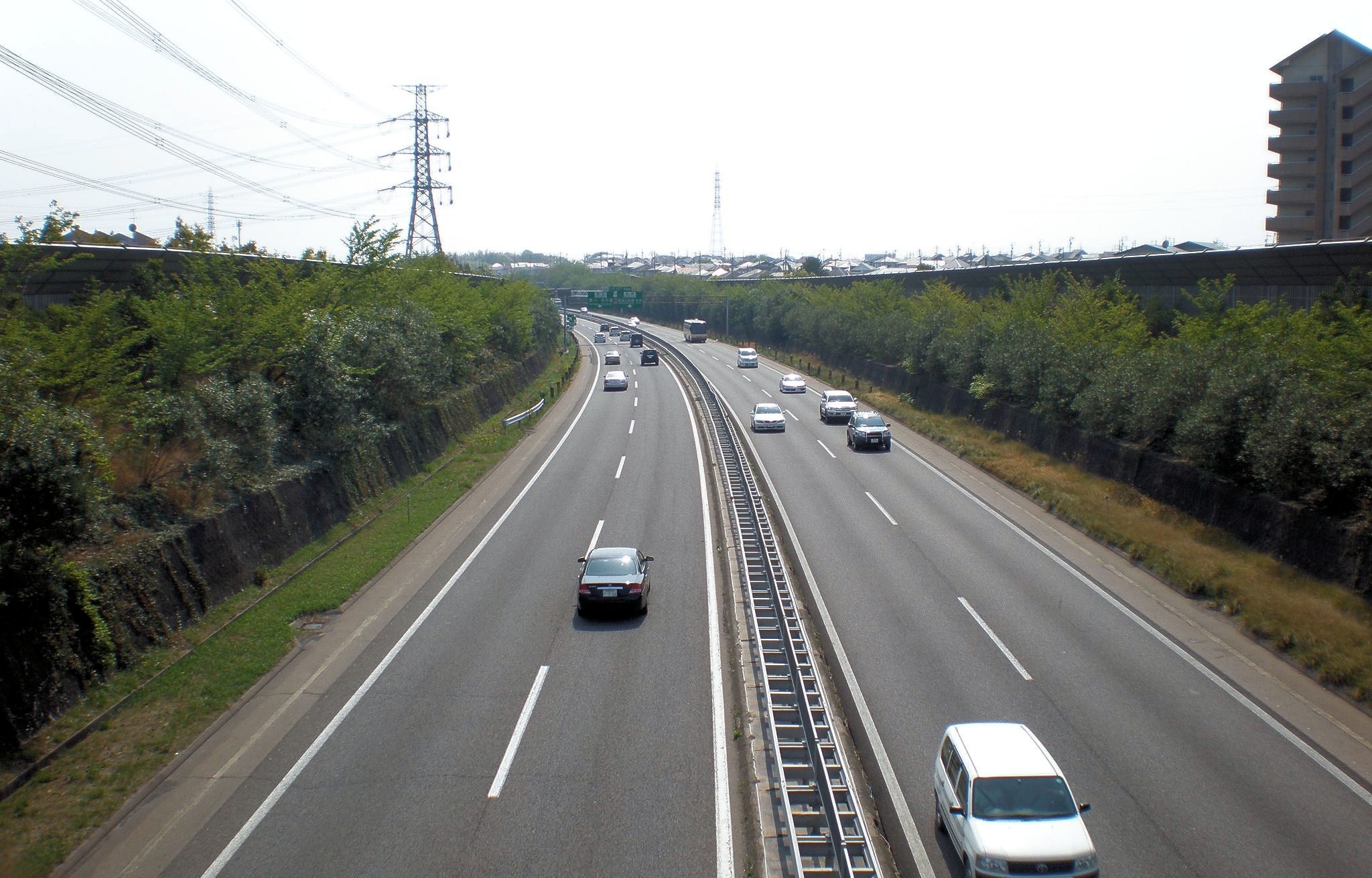
中央自動車道（撮影場所：小牧市城山）

- 中央自動車道 - ニュータウン南部を横断する高速道路。
  - 桃花台バスストップ（桃花台停留所、もしくは中央道桃花台停留所） - 高速バスの停留所。
- 国道155号（北尾張中央道） - ニュータウン西部を縦断する道路。ニュータウン西部で、県道453号と合流する。西側の先の村中交差点（41号線との交差点）の南側に小牧ICがある。
- 愛知県道195号荒井大草線 - ニュータウンを縦断する道路。南東側の先には、国道19号や高蔵寺ニュータウンがある。北西側の先には、大縣神社がある。
- 愛知県道453号明治村小牧線 - ニュータウン北部を横断する道路。ニュータウン西部で、国道155号と合流する。北東側の先には、博物館明治村がある。
- 幹線3号線（桃花台鳥居松線） - ニュータウン南西部から中央部まで続く道路。北東側の先端は、桃花台センター交差点。ここより先は、篠岡1号線となる。南西側の先には、春日井市民病院がある。
- 幹線6号線（篠岡1号線） - ニュータウン中央部から北東部まで続く道路。南西側の先端は、桃花台センター交差点。ここより先は、桃花台鳥居松線となる。北西側の先には、鷹ヶ池フィッシング場がある。

### 過去に存在した鉄道

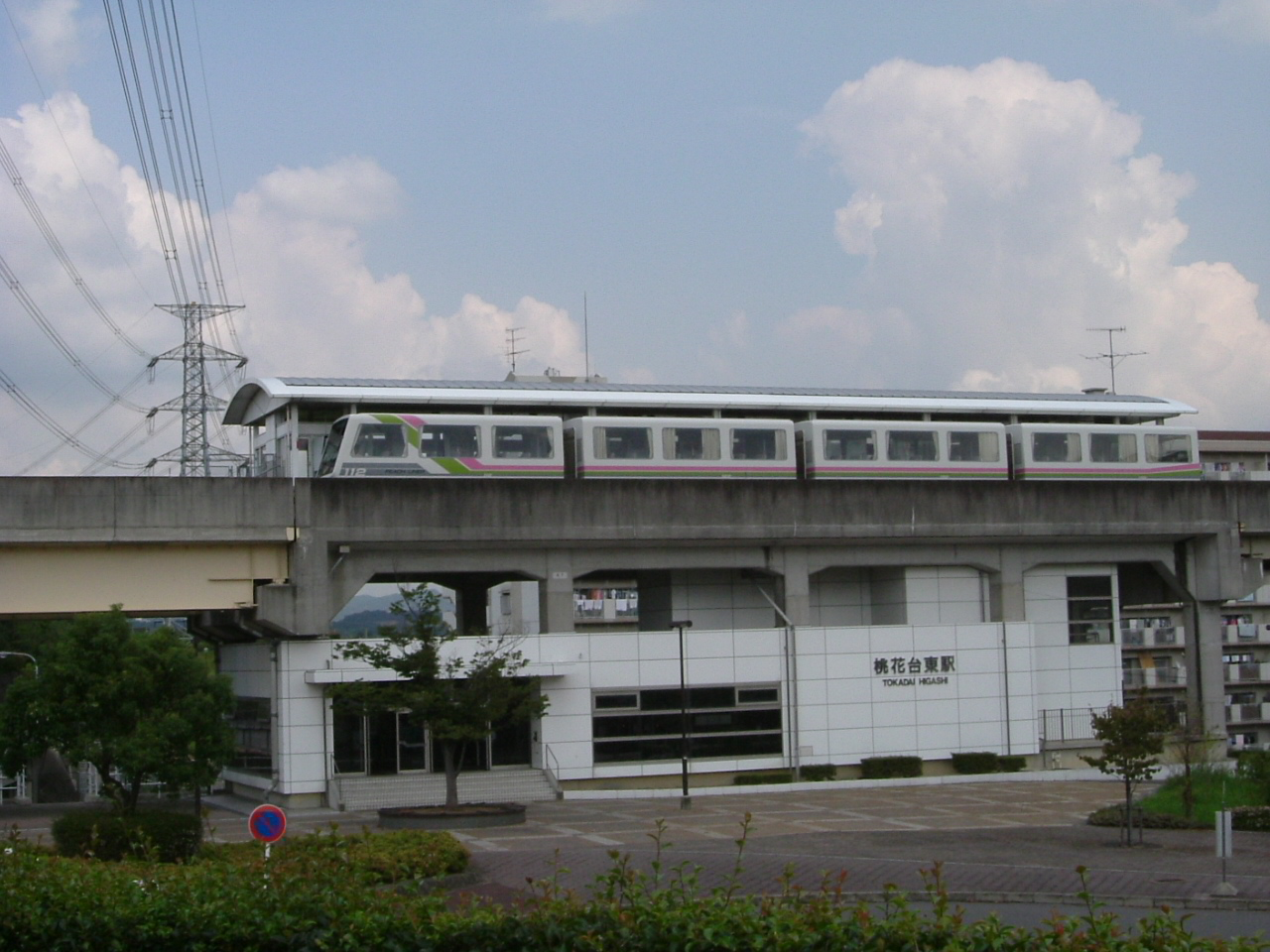
2006年9月撮影。桃花台東駅に停車する車両。一部の地域を除き、ほとんど高架の上を走る鉄道であった。

1991年から2006年まで、新交通システムの桃花台新交通桃花台線（愛称:ピーチライナー）がニュータウンと小牧市中心部の市街地にある小牧駅を結んでいた。

## 施設

### 集合住宅

#### 県営住宅
- 古雅住宅
- 古雅第二住宅
- 篠岡住宅
- 篠岡第二住宅
- 城山住宅
- 城山第二住宅
- 城山第三住宅
- 光ヶ丘住宅
- 光ヶ丘第二住宅

#### 公社住宅
- サンコート桃花台
- サンハイツ中央台
- サンハイツ城山パークI

#### UR賃貸住宅（旧公団住宅）
- コンフォール城山

#### 民間住宅
- アクシス光ヶ丘
- シャレール城山
- スカイステージ33
- スカイヒル桃花台
- 桃花台パークヒルズ
- バンベール城山
- メゾン光ヶ丘
- ランディア桃花台

### 託児施設

#### 保育園
- 小牧市立篠岡保育園
- 小牧市立古雅保育園
- 小牧市立大城保育園

#### 託児所
- トットランド桃花台
- ちびっこランド桃花台園

### 教育施設

#### 幼稚園
- 私立あおぞら幼稚園
- 私立旭ヶ丘第二幼稚園
- 私立太陽幼稚園
- 私立桃花台ひまわり幼稚園
- 私立名北ゼンヌ幼稚園(篠岡学区、旧、池の内幼稚園)

#### 小学校
- 小牧市立大城小学校
- 小牧市立篠岡小学校
- 小牧市立光ヶ丘小学校
- 小牧市立桃ヶ丘小学校

#### 中学校
- 小牧市立篠岡中学校
- 小牧市立桃陵中学校
- 小牧市立光ヶ丘中学校

### 公園

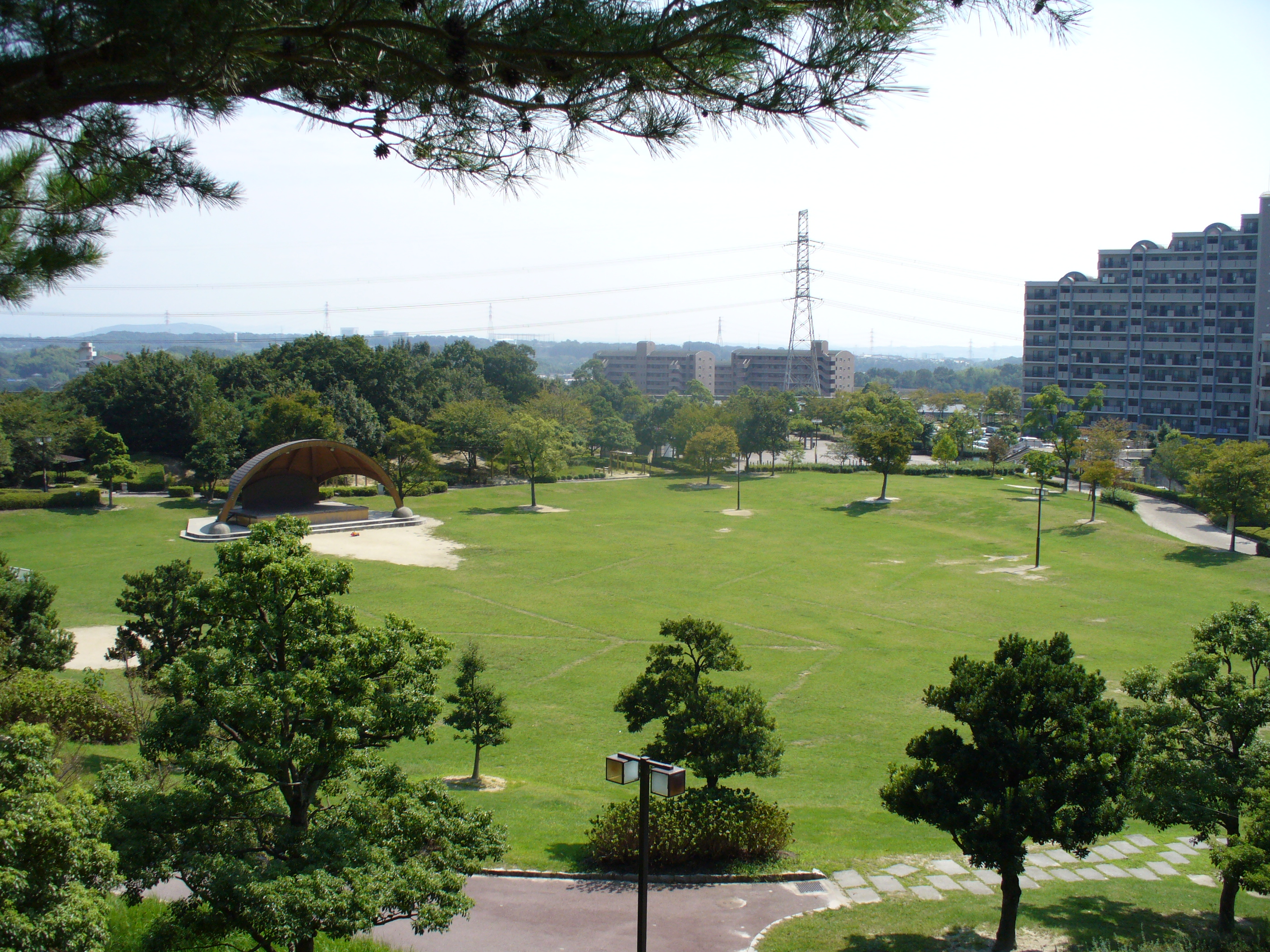
ニュータウンのほぼ中央にある、桃花台中央公園の写真。映っているのは、「芝生広場」。写真中央部左にある建物が、「野外ステージ」。桃花台まつりの会場でもある。

#### 大規模
以下の2つの公園分類は「地区公園」。
- 桃花台中央公園
- 桃花台西公園

#### 中規模
以下の4つの公園分類は「近隣公園」。
- 桃花台第1公園 - ニュータウン南部にある公園。所在地は城山4丁目。敷地面積は約5 ha。野球用のグランドを中心に、多数の遊具が設置されている。
- 桃花台第2公園 - ニュータウン西部にある公園。所在地は桃ヶ丘2丁目。敷地面積は約2.6 ha。大きなグランドを中心に、多数の遊具が設置されている。
- 桃花台第3公園 - ニュータウン北部にある公園。所在地は篠岡1丁目。敷地面積は約2 ha。野球用のグランドを中心に、多数の遊具が設置されている。
- 桃花台第4公園 - ニュータウン東部にある公園。所在地は光ヶ丘3丁目。敷地面積は約2.8 ha。野球用のグランドを中心に、多数の遊具が設置されている。

#### 小規模
以下の24個の公園分類は「街区公園」。敷地面積は、0.1-0.3 ha。
- 古雅第1公園
- 古雅第2公園
- 古雅第3公園
- 篠岡第1公園
- 篠岡第2公園
- 篠岡第3公園
- 城山第1公園
- 城山第2公園

- 城山第3公園
- 城山第4公園
- 城山第5公園
- 城山第6公園
- 城山第7公園
- 光ヶ丘第1公園
- 光ヶ丘第2公園
- 光ヶ丘第3公園

- 光ヶ丘第4公園
- 光ヶ丘第5公園
- 光ヶ丘第6公園
- 光ヶ丘第7公園
- 桃ヶ丘第1公園
- 桃ヶ丘第2公園
- 桃ヶ丘第3公園
- 桃ヶ丘第4公園

### 公共施設
- 東部市民センター
  - 小牧市立図書館東部市民センター図書室

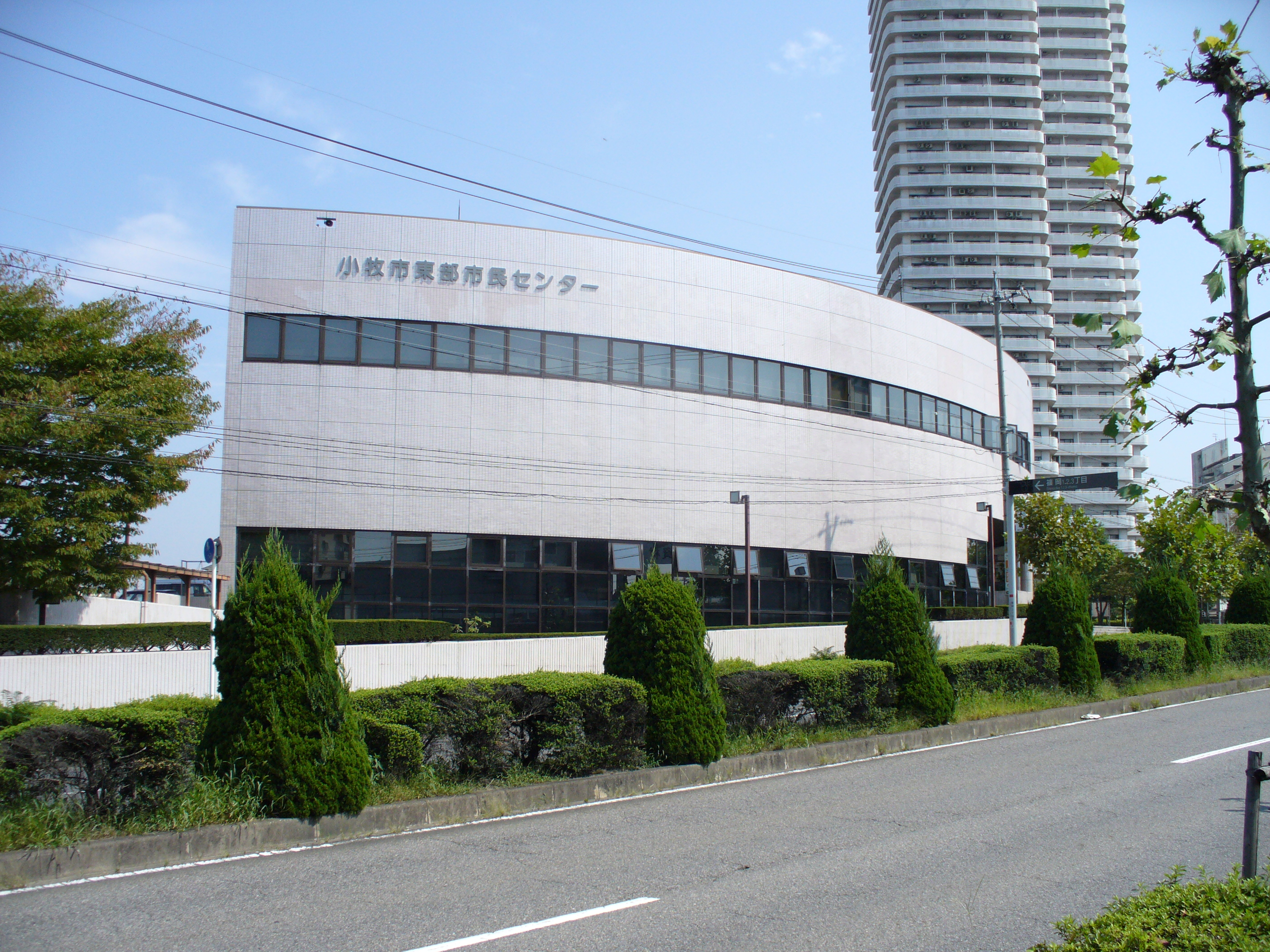
小牧市東部市民センター（2006年9月撮影）

- 小牧市消防本部東支署 - ニュータウン北部に位置する消防署。すぐ隣りに、東部市民センターと篠岡児童館がある。
- 桃花台交番 - ニュータウン内にある唯一の交番。ニュータウン中央部に位置する。すぐ隣りに、商業施設ピエスタがある。
- 篠岡児童館 - ニュータウン北部に位置する児童館。すぐ隣りに、小牧市消防本部東支署がある。
  - 篠岡子育て支援センター - 篠岡児童館内にある、乳幼児とその親を対象とした施設。
- 大城児童館 - ニュータウン南部に位置する児童館。
- 小牧市上下水道管理センター - ニュータウン内の上水道と下水道を管理している施設。ニュータウン北西部に位置する。すぐ隣りに、桃花台変電所がある。水道の水は、本庄配水池から取水され、その後この施設にあるポンプを使って一旦桃花台中央公園内にある給水塔に組み上げられ、各家庭に供給される。雨水（あまみず）を除く下水はこの施設に集められ、小牧市西部にある五条川左岸浄化センターへと送られる。
- 桃花台変電所 - ニュータウン北西部にある変電所。すぐ隣りに、小牧市上下水道管理センターがある。
- 桃花台汚水中継ポンプ場 - ニュータウン南部にある施設。ニュータウン南部と東部の雨水を除く下水は一旦この施設に集められ、小牧市上下水道管理センターへと送られる。
- 愛知用水 - 農業用水。もともとニュータウン一帯は、造成前は大半が農地であった。当時は用水路が設けられていたが、バラバラで複雑なものであった。そのためニュータウン造成の際に整理統合され、ニュータウン内は地下化された。

### 商業施設
- ピアーレ
  - MEGAドン・キホーテUNY桃花台店
- ピエスタ

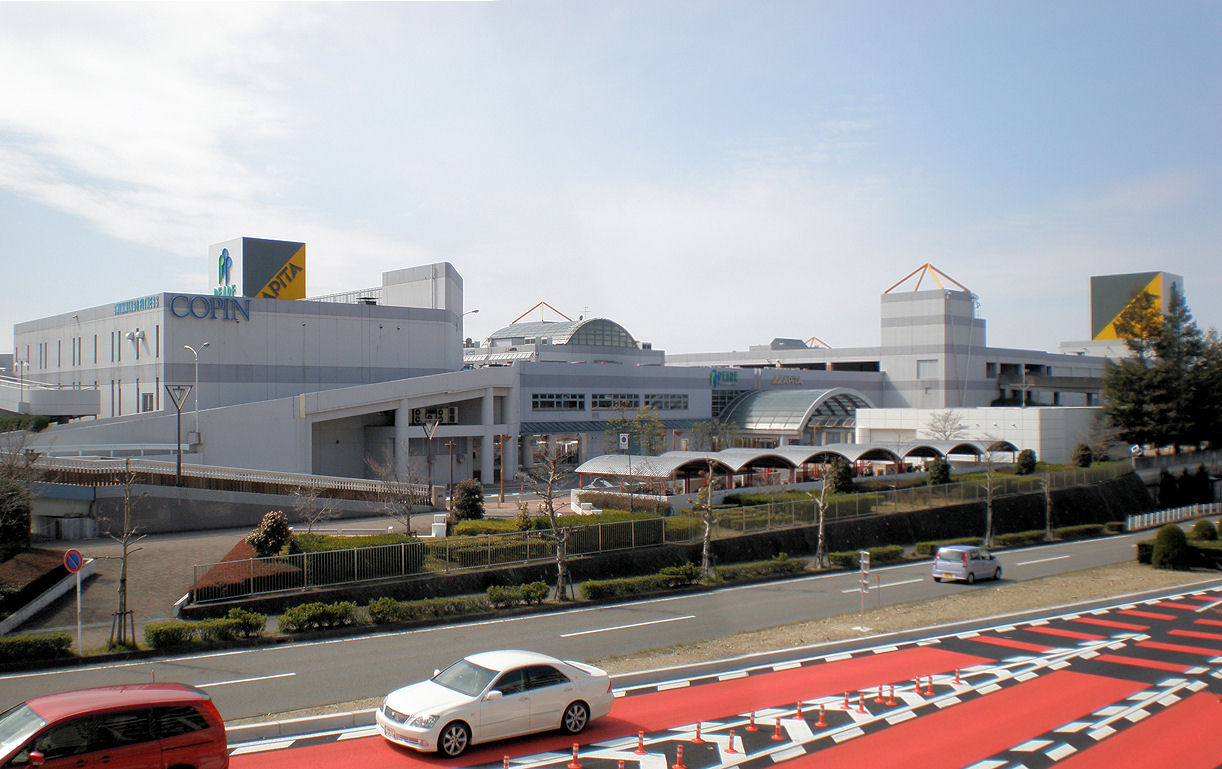
ニュータウン中央部にある商業施設「ピアーレ」（2005年5月に撮影）

- ホームセンターバロー 桃花台店 - バロー系列のホームセンター。旧名称は「イズムホームセンター」。
- フードショップ マルマツ - ニュータウン北部にある商業施設。
- サンコート桃花台

### 神社・仏閣・教会
御嶽神社 - 光ヶ丘4丁目にある神社。元は光ヶ丘5丁目にあったが、光ヶ丘第二住宅の建設に伴って現在地に移動した。同じ敷地内には篠岡111号窯跡がある。
八幡社ｰ上末125番地にある神社。上末の氏神神社であるが、比較的規模の大きい、最寄りの神社である。

### 遺跡

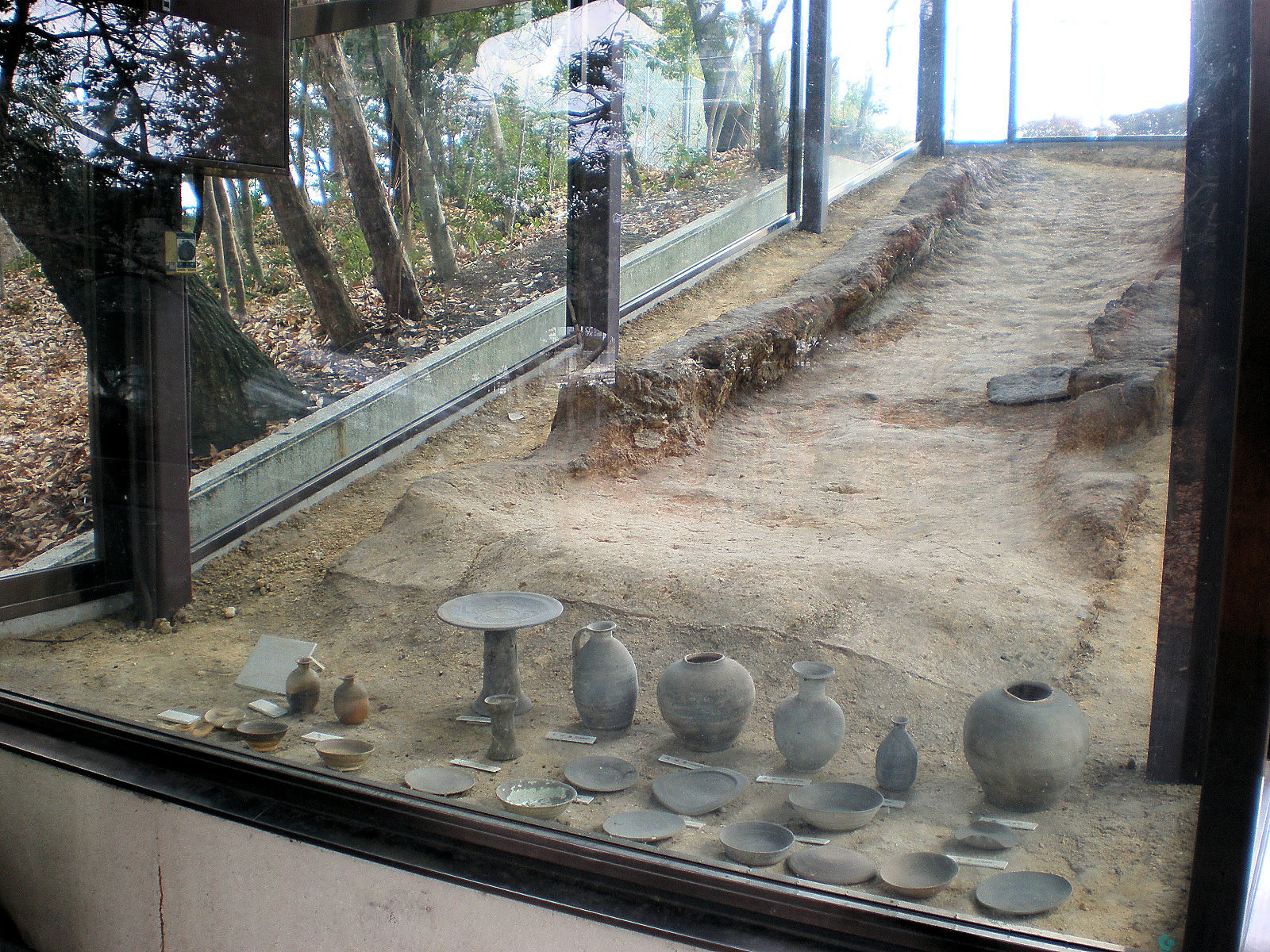
篠岡47号窯跡移設展示施設

- 篠岡古窯跡群 - 古墳時代末～平安時代にかけて須恵器・瓷器を生産した「尾北窯」の中心的な窯跡群。ニュータウン造成事業に伴い、100基以上の窯跡が発見され発掘調査された[6]。現在は47号窯（移設展示）と111号窯が保存されている。

### その他の施設
- デイサービスの家 篠岡 - ほほえみ医療・介護・福祉グループが運営している、通院型の介護福祉施設。ニュータウンの北部に位置する。
- ボンセジュール小牧
- 小牧桃花台テレビ中継局：アナログTV中継所。2011年に廃止。廃止後は携帯電話の基地局として再利用されている。デジタルは瀬戸デジタルタワーの電波を受信する。

## イベント
毎年夏に行われる桃花台まつりのほかに、各地区や小学校ごとに住民の手による小規模なイベントが行われている。

## 周辺

### 環境
- ニュータウンの周囲には、田んぼや畑が広がっている。畑では、桃や柿、ブドウなどが栽培されている。
- ニュータウンの北側や東側を中心に、農業用のため池が50個以上ある。
- ニュータウンの北側には大山川、東側には八田川が流れている。
- ニュータウンの東側の大草地区は、比較的広い道路が整備されているが車の通行量は少ない事から、競技用自転車の練習が行われている。
- ニュータウンの周囲、特に西側の上末（かみすえ）地区には工場が多い。

### 交通

#### 道路
- 中央自動車道 - ニュータウン南部を横断する高速道路。
- 東名高速道路 - ニュータウン南側にある高速道路。
  - 小牧ジャンクション - 上記2つの高速道路の合流点で、ニュータウンの南側にある。

最寄りのICは東名高速道路・春日井IC。

#### バス
桃山線 - ニュータウン南側にある大草から小牧市中部・春日井市西北部を経由して、JR春日井駅へと到る路線バス。桃花台バスと比べて時間がかかるうえに料金が高いので、JR春日井駅へ向かう目的ではほとんど利用されていない。運営会社は名鉄バス。

### 教育施設

#### 大学
- 愛知文教大学

#### 小学校
- 小牧市立陶小学校

#### 専門学校
- 愛知中央美容専門学校 - 美容師を育成する専修学校。

### 職業訓練施設
- 中部職業能力開発促進センター（愛称：ポリテクセンター中部）

### 娯楽施設
- 菖蒲園（しょうぶえん） - ニュータウンの北側にある公園。
- 鷹ヶ池フィッシング場 - 小牧市が運営している農業用のため池、兼釣り場。利用料金は無料。釣った魚の持ち帰りは禁止されている。
- 市民四季の森 - ニュータウンの北東側にある大きな公園。

### 公共施設
- 小牧市東部浄水場 - ニュータウン北東側にある施設。すぐ隣りに鷹ヶ池フィッシング場がある。
- 大草浄化センター - ニュータウン南側にある下水処理施設。春日井市との境に位置する。
- エコハウス小牧
- 小牧市農業公園（仮称） - 現在周辺の道路が整備されており、簡単な整地は行われているが、その他の整備はまだ行われていない。所在地は小牧市野口。
  - モリゾーの家 - 愛知万博の公式キャラクターモリゾーの家として万博会場にあったものが、そのまま移設されたもの。
- 小牧市総合運動場
  - 野球場（小牧市民球場）

### 商業施設
コア - ニュータウン南西側にある商業施設。
（2009/10/29をもって閉店）

### 神社・仏閣・教会
- 大草観音寺
- 大久佐八幡宮 - 創年代は不詳であるが、社伝に876年の出来事が記録されているほど、非常に古くからこの地にある神社。
- 福厳寺 - 曹洞宗の寺院。創建は1476年。「大草城城主だった西尾道永が、名僧の盛禅和尚の弟子となり、寺を寄進した」のが始まりとされている。毎年12月に行われる「火渡り神事」が有名。
- クリスチャンウェイ - キリスト教の教会
- 小牧ホープチャペル - キリスト教の教会。元はニュータウン内にある普通の一戸建て住宅を教会として利用していたが、現在はニュータウン西側に専用の教会を建て、そちらで活動を行っている。

### 遺跡
- 大草城跡 - 「1444年に、西尾道永が築いた」とされる城の跡。ニュータウンの南側に位置する。現在は、堀や曲輪の一部が残るのみで、建物などは残っていない。
- 高根遺跡 - 「陶磁器の生産に関係する作業が行われていた」と考えられている遺跡。ニュータウンの南西側に位置する。

### その他の施設
- オーネスト桃花林 - ニュータウン西側の小牧市上末にある特別養護老人ホーム。
- 小牧東インターチェンジ -中央自動車道のインターで桃花台近郊にある。東名高速道路の春日井インターチェンジも桃花台から近い。

### イベント
- バンブーインスタレーション in おおくさ - 毎年秋にニュータウンの南側にある「大草」で行われるイベント。収穫後の田んぼに、竹を使った芸術作品を作成し、それぞれの作品の評価を競い合う。元々ニュータウン周辺にある竹林の不要になった竹の利用を目的として、始まる。
- 秋葉三尺坊の大祭（あきばさんじゃくぼうのたいさい） - 年に1度、12月の第2日曜日に、桃花台ニュータウンの南側にある福厳寺で行われるお祭り。「秋葉祭」とも呼ばれている。「火渡り神事」で有名。

## 諸問題

### 事業計画
ニュータウンの建設計画が発表されたのは、1968年8月。当初の計画では計画人口が54,000人、開発区域が約322ha（3,220,000m²）、事業期間が1972年5月1日〜1979年3月31日であった。しかし、最終的に1998年8月まで6回の事業計画変更が行われ、期間延長も8回行われた。その結果計画人口は40,000人へと縮小、更に事業計画も1999年3月まで大幅に延長され、開発地域も321.5ha（3,215,000m²）へと縮小された。
このように何度も計画が変更されたが、現在の人口は2005年の約28,000人以降減少傾向となっている。更に一部の地区では、産業廃棄物埋設による地盤沈下や土壌汚染が問題となっている（後述）。

### 桃花台新交通桃花台線

#### ニュータウンと桃花台線
桃花台線（ピーチライナー）の計画が持ちあがるのは、1971年。ニュータウンの建設計画が発表された約2年半後である。その後ニュータウンの計画と平行して、桃花台線の建設計画も進められる。しかしニュータウンの規模縮小や様々な要因から、完成は当初の予定よりも大幅に遅れ、ニュータウンの移住が始まった1980年から約10年後の1991年に開業した。
開業初年度から、建設前の予想を大きく下回る利用者数を記録する。その理由としては、ニュータウン住民の多くが通勤通学などで名古屋市内へと向かうのに、接続路線である名鉄小牧線が不便であることや、JR春日井駅まで自家用車などで向かい、JR中央線などを利用するニュータウン住民が多かった事などが挙げられている。
その後ニュータウンの人口は、当初の予定よりも少ないものの増加を続けたのに対し、桃花台線の利用者数は減少した。更に、桃花台線は開業以来一度も黒字になったこともなかった。結果、巨額の累積赤字を抱える事となる。累積赤字が増えていくなかで、愛知県は税金投入などの支援策を行い、運営会社の桃花台新交通は大規模なリストラなどの経費削減（主に人件費の削減）に努めた。開業13年目に地下鉄上飯田線ができた事と運賃を値下げした事で利用者が少し増加したが、利益は運賃を値下げした事でわずかに増えただけだった。その結果、赤字は増える一方となった。
2004年7月に愛知県は、有識者による検討会を立ち上げ、存廃を含めた議論を始める。検討会では「別のシステムを導入し、存続を図る」旨の意見がまとめられたが、後に愛知県が出した試算では検討会が出した試算よりも大幅に上回ることが発覚し、システムの移行案も頓挫してしまう。そんな中、2005年12月に、一部報道機関によって「廃止が決定した」と報じられる。
2006年1月と2月に、ニュータウン内で検討会の出した意見や実際かかる試算などの説明会が行われた。会では、桃花台線の現状や今後の展望や、「存続させる場合は、ニュータウンに住む全世帯に対して年間数万円の負担を求める。」などといった案も示された。さらに県側は、この会で初めてニュータウン整備費用の一部を桃花台線の建設費用へと流用した事実も認めた。出席した人達の多くは廃止に反対する人達であった為、廃止に反対する意見が多数出た。反対意見が多数出た事で、小牧市議会議員と篠岡地区長は、愛知県に対し廃止の結論を延期するよう求めた。その後小牧市長も、愛知県知事に廃止の結論延期を求めた。
しかしそのような動きとは対極的に、ニュータウン住民を含む沿線住民の手による存続運動や利用促進活動は全く行われなかった。また新聞には、桃花台新交通常務の談話として「（住民からの）廃止に関する問い合わせや励ましの電話も一本もなかった」という発言が掲載されている。なお、2004年7月に存廃を議論する検討会が立ち上げられた時も、2005年末に一部報道機関によって「廃止決定」と報じられた時も、ニュータウン住民を含む沿線住民の手による存続運動や利用促進活動は、全く行われていない。
同年3月に、愛知県と小牧市は桃花台線の支援を断念する旨を発表する。結果、桃花台線の廃止が決定する。
その後廃止前の同年9月19日から、代替交通機関としてニュータウンと小牧駅を結ぶバス（ピーチバス）が運行を開始する。このバスは当初、「朝のラッシュ時に渋滞や馴れない利用者の乗降などの理由で、予定していた到着時間よりも遅れる」などの問題が報じられた。しかしその一方で運行会社であるあおい交通には、「ピーチライナーと比べ家の近くから乗れるようになり、便利になった点もある」、「夜はピーチライナーよりも早く家に着くようになった」などといった声も寄せられている。
また廃止した同年10月に、名鉄バスはニュータウンとJR春日井駅を結ぶ路線バスを新設している。加えて、既存の名古屋市内行きの都市間高速バス桃花台線を増便させている。そのためニュータウン住民の一部には、「（桃花台線が）廃止になって、むしろ便利になった」と言う人もいる。

##### JR春日井駅行きの路線バス問題
ニュータウン住民の多くは、桃花台線を利用せず、計画段階で想定されなかった競合路線のJR中央線を利用して名古屋へと向かっていた。その数は、桃花台線を利用していた人が1日約2,670人（1991年から2004年までの平均。2005年度が過去最高で、1日3,500人。ニュータウン人口の約6%）だったのに対し、約5倍の13,000人（国土交通省試算）であった。
そのような現状から、住民は小牧市に対し、「JR春日井駅への路線バス開設」を度々求めたが、小牧市は「他交通機関（具体的には、桃花台線）との需要調整」という理由で、認可しなかった。住民は名鉄バスにも度々嘆願したが、名鉄バスも開設しなかった（名鉄バスは桃花台線廃止後に、桃花台-JR春日井駅間の路線バスを新設している）。
そこで住民は、「桃花台バス運営会」を組織。2002年4月、ニュータウン近くにある大学のスクールバスを運行させていたあおい交通に運行を委託する形で、JR春日井駅行きの会員制バスの運行を始める。その後路線バス事業の規制緩和により、同年10月、会員制バスは、あおい交通の路線バス（桃花台バス）として運行されるようになる。

### 地盤沈下と土壌汚染

#### 地盤沈下
愛知県が造成し都市再生機構（旧 住宅・都市整備公団）が販売した、ニュータウン南部の城山5丁目地区にある住宅で地盤沈下が発覚し、問題となっている。問題の発覚は2001年、同地区の2軒の住宅に住む住人から、都市再生機構に対し「家が傾いてきた」との苦情が届いた事に始まる。その後都市再生機構が調査したところ、2軒の住宅とも家が沈下している事が判明。2軒の住宅は都市再生機構が買取り、後に解体された。
2軒の住宅から突然家主が引っ越した事を不審に思った近所の住民が、都市再生機構に問い合わせたところ、地盤沈下の事実を知る。2005年にはこの2軒の住宅周辺の住民からも、都市再生機構に対し「家が傾いてきた」などの苦情が相次いで届くようになる。その結果都市再生機構がそれらの住宅を調査したところ、数軒で地盤沈下が判明する。2006年2月都市再生機構は、問題となっている地域のボーリング調査を開始する。すると、さらに十数軒の住宅が沈下している事が判明。この事は、マスメディアによって大きく報じられる事となる。
2006年7月都市再生機構は、地盤沈下の原因を探るべく、解体した2軒の住宅跡地の地下の土壌の調査分析を開始。同年11月に結果を公表している。それによると、「問題となっている土地は産業廃棄物が層となって残っており、その上にさらに土が盛られている状態であった。この産業廃棄物層の上にある土の層が造成の際十分踏み固められておらず、雨水が浸透。その結果その層が沈下し、さらにその重みに耐えられず、産業廃棄物層が沈下した。」というものであった。

#### 土壌汚染
2006年11月に公表された都市再生機構の調査結果では、城山地区に産業廃棄物が現存している事が確認されている。
また同調査では、環境基準値の170倍の鉛を含む5種類の有害物質や、油分、木片、ガラス片、ビニール袋なども確認されている。
同年8月住民からの要請を受けた小牧市は、市独自の調査を開始する。都市再生機構の調査地点から土壌サンプルを回収し、同年10月に分析結果を公表している。それによると、「土壌には環境基準を上回る有害物質（ヒ素：3.6倍、ジクロロメタン：約1.9倍）が含まれており、通常の土壌ではほとんど検出されない油分も検出された」となっている。この調査結果を受けて小牧市は、愛知県と都市再生機構に対し、適切な対応を求める要望書を提出している。
同年8月住民は愛知県に対し、県独自の調査を要請している。それに対し愛知県は、「都市再生機構側に責任がある」として、要請を断っている。しかしその一方で、愛知県庁の職員が都市再生機構の調査地点から土壌サンプルを回収。同年10月に小牧市とともに分析結果を公表している。それによると、小牧市の調査では環境基準を上回る有害物質が見つかっているのに対し、愛知県の調査結果は「環境基準を上回る有害物質は見つからなかった」というものであった。

##### 問題地域の拡大
新たな問題として同年11月に開かれた住民説明会で、愛知県は、問題となっている地域の土壌がニュータウン内の3つの学校（大城小学校、光ヶ丘小学校、光ヶ丘中学校）のグラウンドに持ち込まれて埋められた事を公表した。そして調査対象地区を学校グラウンドにも拡大し、改めて調査を行った。その結果、光ヶ丘小学校と大城小学校の敷地内で、環境基準の1.1〜2.2倍の鉛が見つかった。一方住宅地からは、1.3〜6.9倍の鉛と1.2倍の総水銀、そして1.5倍のヒ素が見つかった。さらに黒い土が見つかった全ての地点からは、油分が検出された。
この調査結果に対し愛知県は、環境基準を超えた物質が見つかった場所は全て1.2〜2.5mの土で覆われており、地下水の飲用利用もないため、「人体への影響は無い」としている。また「（環境基準を超えた物質が）検出された原因は判らない」としたうえで、県の責任を否定している。
また2008年4月には、古雅地区に整備される予定の住宅地「エコーガーデン桃花台」の土地の一部の地下からも、環境基準を上回る有害物質（基準約7倍のヒ素、基準をやや上回るフッ素）が見つかっている。これは他地区で土壌汚染が相次いで発覚した事を受けて、整備を行っている愛知県住宅供給公社が2007年10月から行った土壌調査で明らかとなった。なお、なぜ有害物質が見つかったかについては、不明としている。

#### 裁判
都市再生機構による損害賠償請求

この問題の責任を巡って、2006年8月都市再生機構は「地盤沈下の原因は愛知県の責任である」として、住民への補償費用やこれまでかかった調査費用などを求める裁判を名古屋地方裁判所に起こした。都市再生機構側は「（愛知県から）大量の廃棄物が持ち込まれた場所だったとは聞いていない。廃棄物があれば購入していない」と主張。それに対し愛知県側は「土地売買の際、資料のやりとりはあったはず。旧住宅・都市整備公団には、住宅の売り手として、地盤をよく調べる義務がある。基礎を頑丈にした近隣の住宅では、問題は起きていない」と主張した。判決が出たのは2009年3月26日。「地盤調査する責任は都市再生機構にあった」として、都市再生機構側の訴えは棄却された。
住民による損害賠償請求

2007年10月、問題が起こっている城山地区に住む5人の住民が、住宅の購入費用の返還を求めた裁判を名古屋地方裁判所に起こした。訴えられた側は愛知県と都市再生機構。賠償請求額は総額約9,300万円。その後2008年11月にも、同地区に住む別の住民12人が、同じく愛知県と都市再生機構を相手取って有害物質の除去や損害賠償を求める裁判を起こしている。賠償請求額は総額約1億2千万円。

#### 公害調停
住民は県の公害審議会に対し、2008年3月に公害紛争処理法に基づく公害調停を申請。住民側は委員に対し、原因究明や第三者機関による土壌調査を要請した。これに対し愛知県側は、調停の打ち切りを要請。都市再生機構も自らの責任を否定したうえで、調停には応じない構えを見せた。
その後3回の調停が行われたが、結局3者相容れず。同年8月の3回目の調停で、打ち切りが決定した。

#### 今後の対策や調査

##### 都市再生機構
都市再生機構は、地盤沈下の対策については「これ以上両層とも沈下する可能性は低い」として、一軒ごとに住宅を調べたうえで場合によってはジャッキアップ工法で修復工事を行うとしている。それに対して住民は、「それでは不十分だ」として産業廃棄物の完全撤去を求める意見を出している。しかし、都市再生機構は産業廃棄物に関して「愛知県の調査結果を待ってから検討する」としている。

##### 愛知県
愛知県は土壌汚染の範囲を測定するため、「2006年中に調査を開始し、翌2007年3月には結論をまとめる」としている。調査の詳細は、「すでに解体された2軒の住宅を中心に同心円状に1軒1軒ボーリング調査をしていく」というものである。また新たな問題として浮上したニュータウン内の3つの学校のグラウンドへの問題となっている土壌の埋設に対応する為に、「これらの学校のグラウンドも調査する」としている。

なお愛知県は、現在も産業廃棄物の存在を認めていない。問題となっている土壌については、「粘土質の土壌」、「黒っぽい土」などとしており、あくまで自然の土であるという立場である。これに対し住民は、「土壌からは木片やガラス、油分などが見つかっており、明らかに産業廃棄物だ」と愛知県の認識を非難している。
一方地盤沈下に関する対応について愛知県は、2006年11月に行われた住民説明会で、都市再生機構との裁判を理由に曖昧な対応をした。そのため住民からは、「住民より裁判を重視するのか」と非難が相次いだ。結果、その翌日に行われた県知事の定例記者会見でもこの問題が取り上げられた。その際神田真秋愛知県知事は、あくまで「地盤沈下の責任は、都市再生機構にある」としながらも、土壌調査の際に得られる地盤沈下に関する情報（地耐力データ）の住民への公開を示唆した。

##### その他の機関
小牧市
小牧市は2007年6月の議会で、問題が起こっている城山地区の一部住民に対し、過去数年間の固定資産税減免措置実施を表明している。
愛知県住宅供給公社
愛知県住宅供給公社は、古雅地区のエコーガーデン桃花台内で見つかった有害物質が含まれる全ての土壌を撤去し、新しい土と入れ替えるとしている。

#### 亜炭鉱
ニュータウンを含めた一帯では、江戸時代から第二次大戦後しばらくにかけて、石炭の一種である「亜炭」と呼ばれる鉱物が掘り出されていた。そのため、一部報道機関では「地盤沈下の原因は、亜炭鉱が崩れたからではないか」と報じられた。

#### 年表（地盤沈下と土壌汚染）
- 1957年 - 王春工業が、一帯の土地（当時は山林）を購入。愛知県へと土地を売却するまでの間、王子製紙春日井工場などから出る産業廃棄物を投棄。
- 1971年7月 - 小牧市の仲介で、愛知県が土地を購入。
- 1983年-1985年 - 愛知県による造成工事。「造成地に廃棄物と見られる大量の粘土の堆積を確認し、除去した。しかし完全には取り除けなかった可能性もある。」（愛知県庁職員OB談）。
- 住宅・都市整備公団が、愛知県から土地を購入。
- 1988年 - 住宅・都市整備公団が、城山5丁目の住宅販売開始。
- 2001年 - 城山5丁目にある2軒の住宅から、住宅・都市整備公団に対し「家が傾いてきた」との苦情。調査の結果、地盤沈下発覚。
- 2005年 - 地盤沈下が発覚した住宅の周辺住民からも、都市再生機構（旧住宅・都市整備公団）に苦情相次ぐ。調査の結果、その内の数軒でも地盤沈下発覚。
- 2006年2月 - 都市再生機構が、苦情のあった地域のボーリング調査開始。
  - 3月 - マスメディアが「桃花台ニュータウンで地盤沈下が発生」と報じる。
  - 4月16日 - 都市再生機構が地盤沈下が起こっている地域の一部住民に対し、説明会開催。ボーリング調査の結果や今後の対応などを公表。「さらに十数軒の住宅でも、地盤沈下が起こっていた事」を公表。
  - 7月 - 都市再生機構が、最初に地盤沈下が発覚してすでに解体された、2軒の住宅跡地下の土壌調査を開始。
  - 8月18日 - 住民が愛知県に対し、地盤沈下に関する独自調査を要請。愛知県は、「責任は都市再生機構にある」としてそれを拒否。
  - 8月23日 - 都市再生機構が、調査地点を住民に公開。小牧市が住民の要請に従い、地盤沈下の調査開始。土壌サンプルを入手。
  - 8月30日 - 都市再生機構が愛知県に対し、地盤沈下の対応で掛かった費用を請求する裁判を起こす。
  - 8月31日 - 都市再生機構が、調査地点の埋め戻しを開始。都市再生機構が記者会見で、愛知県への損害賠償請求額が「現状で8億円」である事を公表。また「今後もし住民からの請求が増えたり、調査費用が増えれば、その分また損害賠償請求する」事も示唆。
  - 9月4日 - 神田真秋愛知県知事が定例記者会見で、都市再生機構の訴訟を批判。「売り主（都市再生機構）が買い主（住民）に対し責任を取るのは、当たり前」と知事が発言。
  - 9月15日 - 住民が愛知県知事に対し、公開質問状を提出。「県が造成の際、なぜ地盤の問題を放置したか」についての原因究明を求める。
  - 10月6日 - 愛知県が住民に対し、公開質問状に対する回答を提示。「産業廃棄物処分場跡地という認識がなかった」、「造成工事の時には、軟弱ではなかった。また問題も起きなかった。」と、県の責任を否定。
  - 10月19日 - 都市再生機構が起こした裁判が始まる。
  - 10月26日 - 愛知県と小牧市が、それぞれの土壌調査の結果を公表。愛知県側の結果が「環境基準を上回る有害物質は見つからなかった」のに対し、小牧市側は「環境基準を上回る有害物質（ヒ素とジクロロメタン）と、通常見られない油分を検出した」であった。小牧市は県と都市再生機構に対し、要望書を提出。住民側は県に対し、再度調査を要請。
  - 11月6日 - 愛知県知事が定例記者会見で、県独自による調査を明言。
  - 11月19日 - 愛知県が城山地区住民を対象とした土壌調査結果の説明会を開催。調査結果と今後の県独自の調査予定を公表。また問題となっている地域の造成時の残土を、ニュータウン内の小中学校グランドに運んだ事も発表。これら学校も、調査範囲に。
  - 11月20日 - 愛知県知事が定例記者会見で、土壌調査の際に得られる地盤沈下に関する情報の住民への公開を示唆。
  - 11月26日 - 都市再生機構が住民説明会開催。土壌分析の結果公表。地盤沈下の原因を特定。産業廃棄物が埋設されている科学的証拠を公表。基準値の170倍の鉛を含む5種類の有害物質が土壌に含まれていた事を公表。今後の地盤沈下対策を公表。
- 2007年4月12日 - 愛知県が土壌調査の結果を公表。環境基準を上回る鉛や総水銀、ヒ素などが見つかる。
  - 4月29日 - 愛知県が城山地区住民を対象とした土壌調査結果の説明会を開催。
  - 6月 - 小牧市が城山地区の一部住民に対し、固定資産税の減免措置実施を発表。
  - 7月6日 - 住民が愛知県知事に対し、公開質問状を再度提出。
  - 10月12日 - 住民が愛知県と都市再生機構に対し、購入した住宅に対する損害賠償を求める裁判を起こす。
  - 11月7日-11月9日 - 愛知県が城山地区と光ヶ丘・大城両小学校の地下水調査のため観測用の井戸から取水[17]。
  - 11月29日 - 城山地区と光ヶ丘・大城両小学校の1回目の地下水調査結果を愛知県が公表。有害物質はまったく検出されず[17]。
- 2008年2月6日・2月7日 - 城山地区と光ヶ丘・大城両小学校の2回目の地下水調査の取水[18]。
  - 3月7日 - 城山地区と光ヶ丘・大城両小学校の2回目の地下水調査の結果公表。最大で環境基準の3.4倍の総水銀が城山地区で検出[18]。
  - 3月18日 - 第1回公害調停
  - 4月 - 愛知県住宅供給公社がニュータウン内に整備中の土地（古雅地区）から、環境基準の7倍のヒ素などが検出。
  - 4月18日 - 城山地区の3回目の地下水調査の取水。[19]
  - 5月21日 - 城山地区の3回目の地下水調査結果を愛知県が公表。最大で環境基準の3倍の総水銀検出。更に今まで総水銀が検出されなかった地点からも総水銀が検出される。[19]
  - 6月25日・6月26日 - 城山地区（4回目）と光ヶ丘・大城両小学校（3回目）の地下水取水[20]。
  - 8月11日 - 城山地区（4回目）と光ヶ丘・大城両小学校（3回目）の地下水調査結果発表。城山地区の3地点で最大で環境基準の6.6倍の総水銀が検出[20]。
  - 8月22日 - 第3回公害調停。調停打ち切りが決定する[15]。
  - 9月30日 - 城山地区（5回目）と光ヶ丘・大城両小学校（4回目）の地下水取水[21]。
  - 11月10日 - 別の住民が愛知県と都市再生機構に対し、購入した住宅に対する損害賠償を求める裁判を起こす[14]。
  - 11月11日 - 城山地区（5回目）と光ヶ丘・大城両小学校（4回目）の地下水調査結果発表。城山地区の2地点で最大で環境基準の7.6倍の総水銀が検出。[21]
- 2009年3月18日 - 城山地区（6回目）の地下水調査結果発表。1地点で最大で環境基準の7.8倍の総水銀が検出[22]。
  - 3月26日 - 都市再生機構が愛知県に対し損害賠償を求めていた裁判が決着。機構側の訴えが棄却された[12]。

## 関連書籍
- 「桃花台ニュータウン基本計画及び基本設計報告書」愛知県建築部宅地開発研究所著（1971年）
- 「篠岡古窯址群」小牧市教育委員会編（1972年）
- 「桃花台ニュータウン遺跡調査報告」愛知県建築部編（1976年）
- 「桃花台ニュータウン遺跡調査報告2」愛知県建築部編（1979年）
- 「桃花台ニュータウン遺跡調査報告3」愛知県建築部編（1981年）
- 「桃花台ニュータウン遺跡調査報告4」愛知県建築部編（1982年）
- 「桃花台ニュータウン遺跡調査報告5」小牧市教育委員会編（1984年）
- 「桃花台ニュータウン遺跡調査報告6」愛知県建築部編（1984年）
- 「桃花台ニュータウン遺跡調査報告7」愛知県建築部編（1991年）
- 「桃花台ニュータウン」愛知県建築部編（1971年）
- 「桃花台ニュータウン」愛知県編（1979年）
- 「桃花台ニュータウン」愛知県桃花台建設事務所編（1978年）
- 「桃花台ニュータウンCI調査」愛知県建築部住宅企画課著（1988年）
- 「小牧・桃花台アーバンフェア'91公式記録」小牧・桃花台アーバンフェア91実行委員会編（1991年）
- 「桃花台 まちの記録」桃花台事業記念誌作成検討委員会・愛知県（他）編（1998年）
- 「桃花台百話 まちの四十年」小牧市立光ヶ丘中学校平成16年度3年1組・2組／企画・編（2005年）
- 「桃花台百話 今昔写真集」小牧市立光ヶ丘中学校平成17年度3年1組・2組／企画・編（2006年）